# Västmanlands runinskrifter 20
Västmanlands runinskrifter 20, Vs 20, är en vikingatida runsten av granit med mörka och grönaktiga inslag som funnits vid Prästgården, Romfartuna socken och Västerås kommun. Vs 20 är 1,28 meter bred och 0,70 meter bred. Stenen är sedan 1959 uppställd i Romfartuna kyrkas vapenhus.

## Inskriften
Translitterering av runraden:
tiori : ok : iuon : litu : resa : sten : ytiʀ : uibiorn : faþur ... litli : risti · runiʀ
Normalisering till runsvenska:
Diuʀi ok Ioan letu ræisa stæin æftiʀ Vibiorn, faður [sinn]. Litli risti runiʀ.
Översättning till nusvenska:
Djure och Johan läto resa stenen efter Vibjörn, sin fader. Litle ristade runorna.